# 卡爾薩瓦

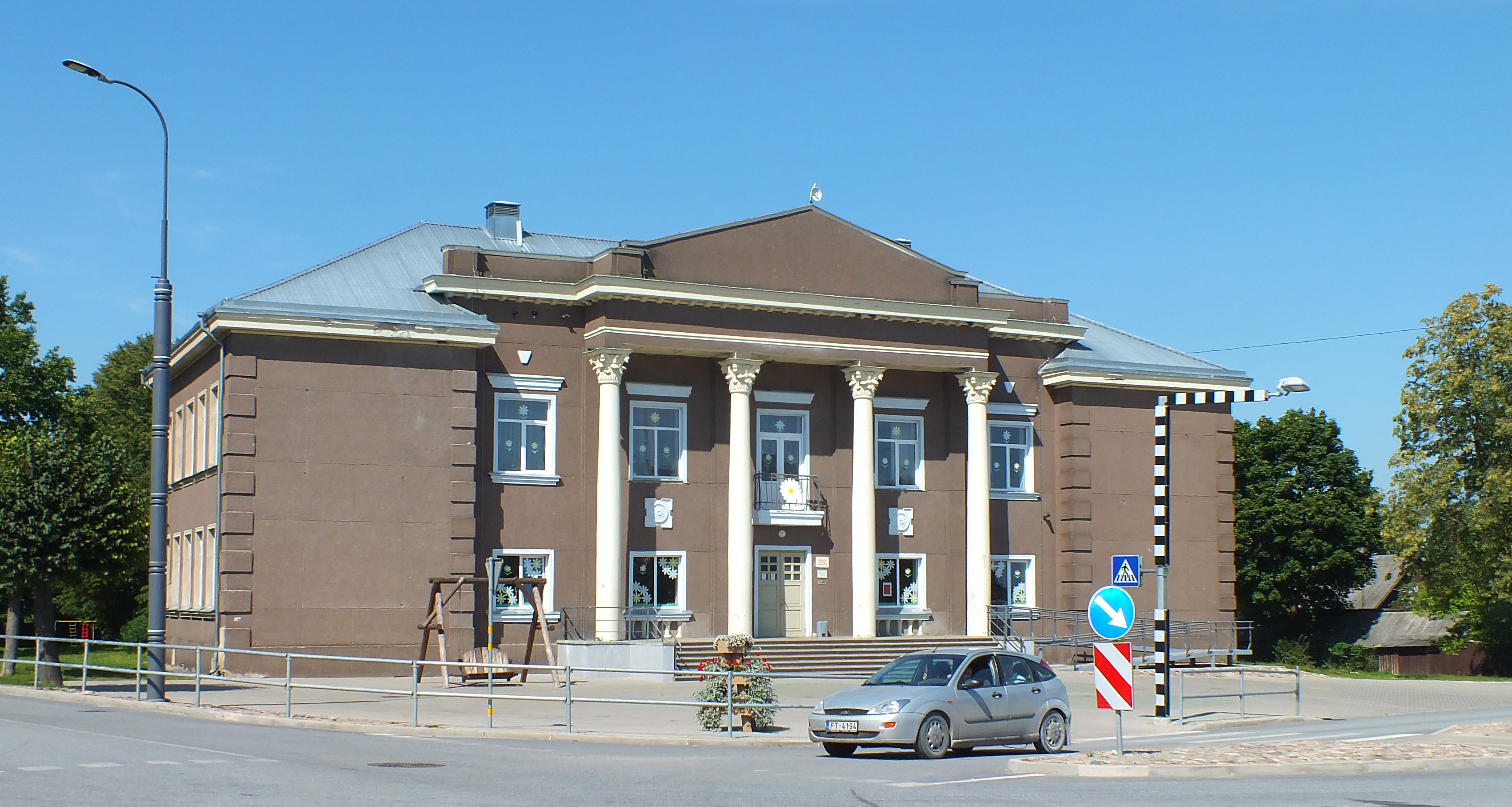
卡爾薩瓦文化中心

卡爾薩瓦是拉脫維亞盧扎市鎮内的城鎮，位於該國東部，距離與俄羅斯接壤的邊境4.5公里，面積4.07平方公里，鎮上的天主教教堂在1763年建成，2021年人口数量为1,923人。